# أوليفر وودورد
أوليفر وودورد (بالإنجليزية: Oliver Woodward)‏ هو مهندس أسترالي، ولد في 8 أكتوبر 1885 في تنترفيلد (أستراليا) في أستراليا، وتوفي في 24 أغسطس 1966 في هوبارت في أستراليا.